# Rotbach (Sitter)
Der Rotbach ist ein 15,5 km langer rechter Zufluss der Sitter im Kanton Appenzell Ausserrhoden in der Schweiz. Sein Einzugsgebiet liegt hauptsächlich in den Gemeinden Teufen, Bühler und Gais und zu einem kleinen Teil im Bezirk Schlatt-Haslen des Kantons Appenzell Innerrhoden.

## Namen
Der Wortteil Rot(h) deutet auf rötlich verfärbtes Wasser hin, dessen Ursache meist ein erhöhter Eisengehalt ist. Der Wortteil Bach ist erst ab 1850 nachgewiesen, zuvor wurde der Rotbach auch als Rothe oder Roth bezeichnet. Noch auf der Siegfriedkarte war der Rotbach noch mit th als Rothbach geschrieben. Erst auf der Landeskarte von 1928 ist die heutige Bezeichnung zu finden.

## Geographie

### Verlauf des Rotbachs
Die Quelle befindet sich auf dem Gemeindegebiet von Gais im Gäbrisgebiet unterhalb von Schwäbris auf einer Höhe von 1136,4 m ü. M. Der Rotbach ist bis zur Mündung in die Sitter 15,5 km lang. Er fliesst von der Quelle zunächst in südwestlicher Richtung durch Gais, wendet sich dann nach Nordwesten und fliesst im Rotbachtal an Bühler vorbei, wo er nach der Ortschaft die Grenze zwischen den beiden Halbkantonen Appenzell Innerrhoden und Ausserrhoden bildet. Südlich von Teufen tritt der Rotbach für die letzten 4,5 km zur Mündung in das Rotbachtobel ein, wo er sich südlich von Teufen nach Westen wendet und die Richtung bis zur Mündung in die Sitter beibehält. An der Mündung befindet sich der Badeplatz Strom, wo die beiden Ausserrhoder Gemeinden Teufen und Stein und der Interrhoder Bezirk Schlatt-Haslen ein Dreiländereck bilden. Die letzten 4,5 km fliesst der Rotbach durch das tief eingeschnittene Rotbachtobel, in dem sich der 20 m hohe Höchfall befindet.

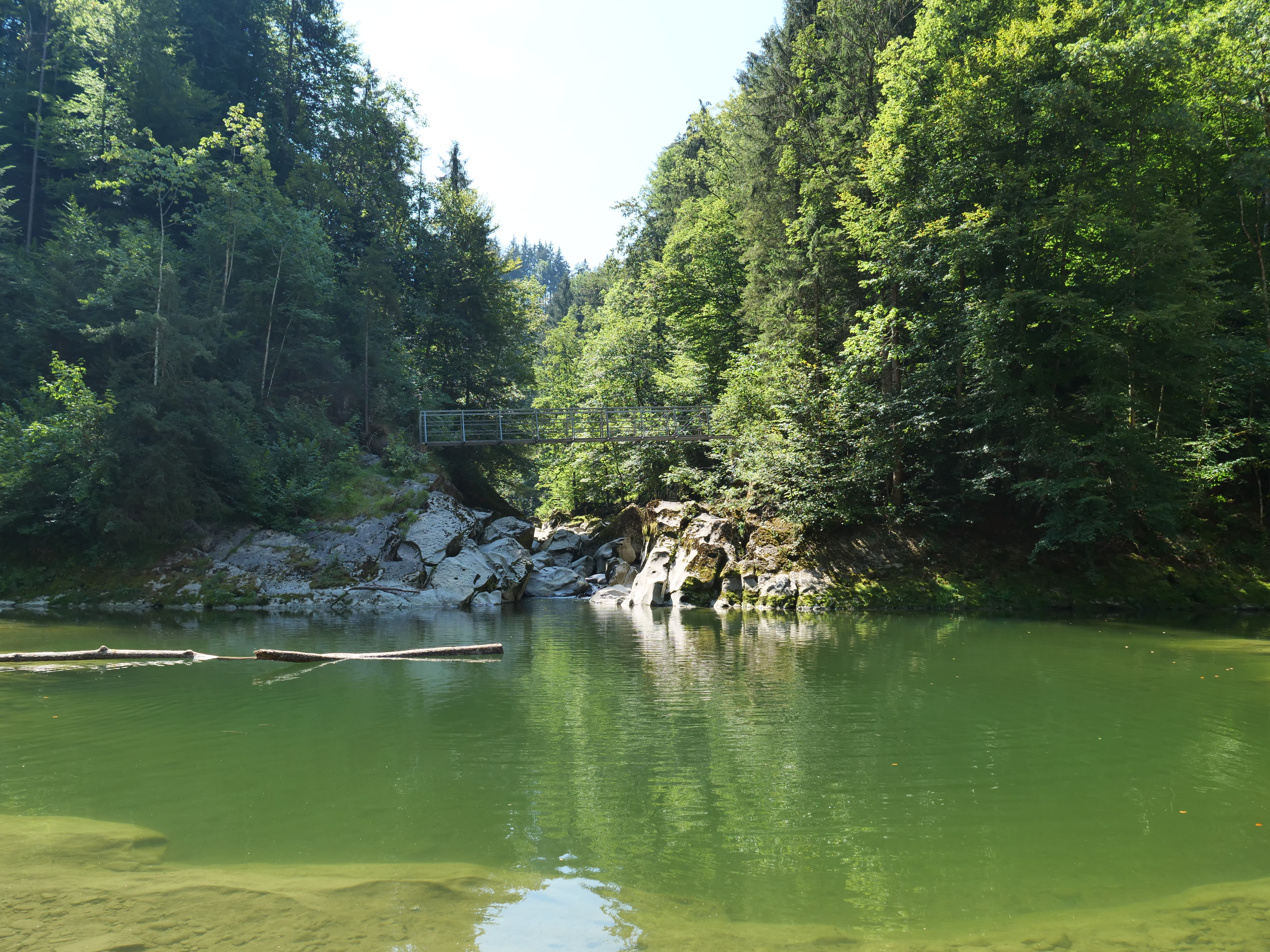
Mündung des Rotbachs beim Badeplatz Strom
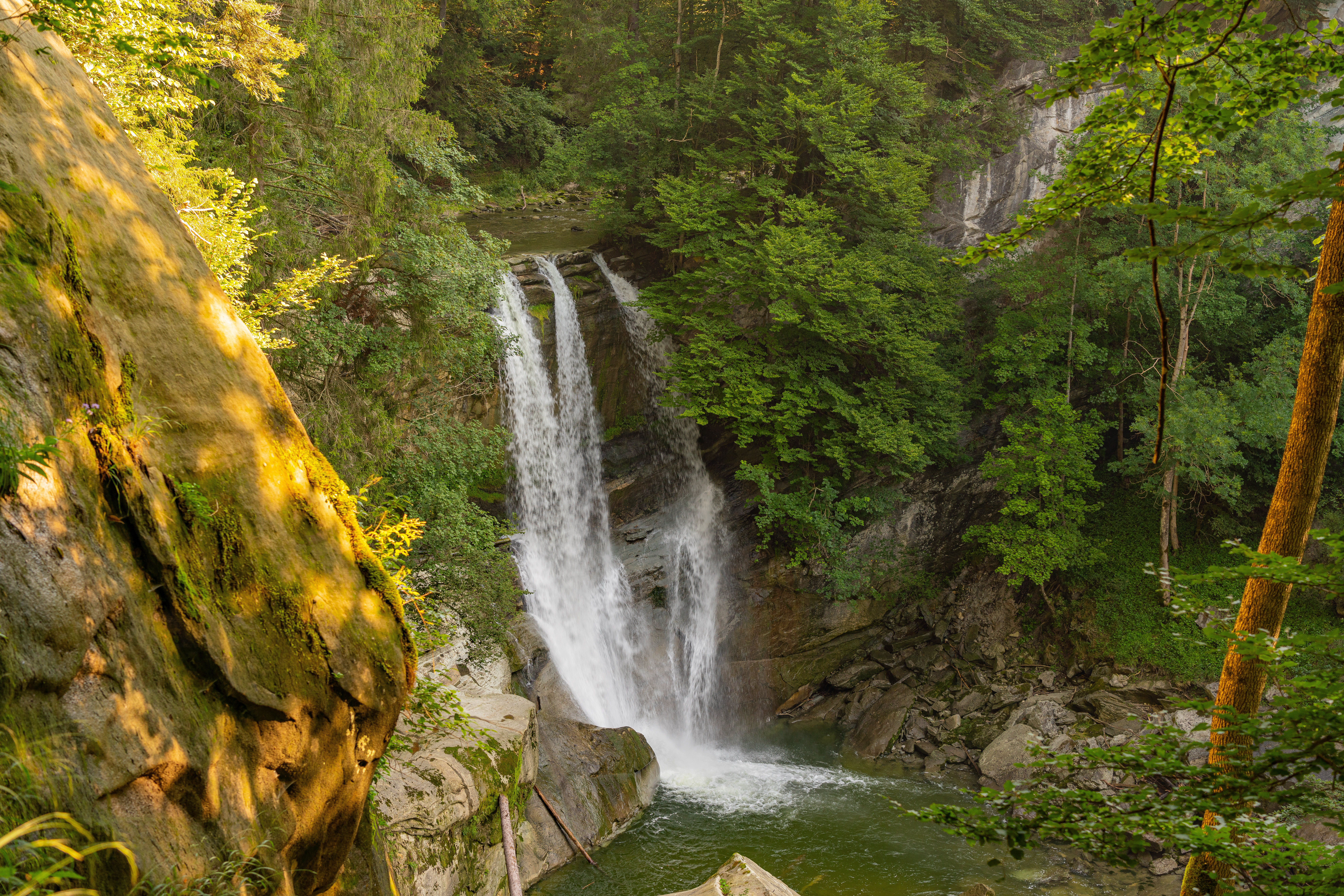
Höchfall

### Einzugsgebiet
Das 39,18 km² grosse Einzugsgebiet des Rotbachs befindet sich von den Appenzeller Alpen und wird über die Sitter, die Thur und den Rhein zur Nordsee entwässert.
Das Einzugsgebiet besteht zu 31,1 % aus bestockter Fläche, zu 57,9 % aus Landwirtschaftsfläche, zu 9,8 % aus Siedlungsfläche und zu 1,1 % aus unproduktiven Flächen.
Flächenverteilung
Die mittlere Höhe des Einzugsgebietes beträgt 947,7 m ü. M., die minimale Höhe liegt bei 655 m ü. M. und die maximale Höhe bei 1238 m ü. M.

### Zuflüsse
Die Hauptzuflüsse sind der Zwislenbach und der Goldibach. Der Zwislenbach entspringt am Golterberg und ist der einzige wesentliche Zufluss auf der linken Seite des Rotbachs. Der Goldibach entspringt bei der Neppenegg und fliesst durch das Goldibachtal.
Zuflüsse des Rotbachs ab 3 km Länge
| Name             | GKZ      | Lage   | Länge in km | EZG in km² | Mündung Koordinaten           | Mündungshöhe in m | Bemerkungen               |
| ---------------- | -------- | ------ | ----------- | ---------- | ----------------------------- | ----------------- | ------------------------- |
| Gigerbach        | AR450319 | rechts | 000,8000    | 0000,420   | bei Hinterer Schwendi, Gais   | 1008,300000       |                           |
| Dunkelmossbach   | AR450519 | links0 | 001,4000    | 0000,580   | bei Klinik, Gais              | 981,400000        |                           |
| Klinikbach       | AR450319 | rechts | 001,1000    | 0000,360   | bei Klinik, Gais              | 979,100000        |                           |
| Rotenwiesbach    | AR450269 | rechts | 000,4000    | 0000,150   | bei Rotenwies, Gais           | 962,700000        |                           |
| Pfandbach        | AR450304 | rechts | 001,8000    | 0000,940   | bei Bommes, Gais              | 931,400000        |                           |
| Riesernbach      | AR450252 | rechts | 000,6000    | 0000,3000  | beim Bahnhof, Gais            | 911,800000        |                           |
| Batzeneggbach    | -        | rechts | 000,4000    | 0000,1000  | bei Zweibrücken, Gais         | 899,400000        |                           |
| Wannebach        | AR450270 | rechts | 001,3000    | 0000,7000  | bei Zweibrücken, Gais         | 898,100000        |                           |
| Zwislenbach      | CH002196 | links0 | 004,2000    | 0007,130   | bei Gais                      | 898,100000        |                           |
| Schlitternbach   | CH012211 | rechts | 001,2000    | 0000,440   | unterhalb Strahlholz, Gais    | 835,300000        |                           |
| Wissbach         | CH005571 | rechts | 004,2000    | 0005,090   | Unter dem Strahlholz, Bühler  | 818,700000        | Alternativname: Weissbach |
| Schützenbergbach | AR450302 | rechts | 000,7000    | 0000,240   | bei Sekundarschule, Bühler    | 816,000000        |                           |
| Kellenbach       | CH012215 | links0 | 001,1000    | 0000,570   | bei Bleichelistrasse, Bühler  | 814,300000        |                           |
| Mempfelbach      | -        | rechts | 000,9000    | 0000,120   | bei Noblacke, Bühler          | 809,600000        |                           |
| Göbsibach        | CH012219 | links0 | 000,6000    | 0000,260   | bei Vorderem Rälimoos, Bühler | 808,400000        |                           |
| Steigbach        | AR450324 | rechts | 003,1000    | 0002,350   | bei Bühler                    | 791,100000        |                           |
| Goldibach        | CH002195 | rechts | 006,5000    | 0007,940   | bei Rotenbrücke, Teufen       | 768,300000        |                           |
| Leuenbach        | AR450349 | rechts | 002,2000    | 0001,730   | im Rotbachtobel, Teufen       | 723,800000        |                           |
| Schlattbach      | AR000326 | rechts | 000,2000    | 0000,170   | im Rotbachtobel, Teufen       | 713,900000        |                           |
| Rotbach          |          |        | 015,5000    | 0039,180   | beim Badeplatz Strom          | 633,500000        | Mündet in die Sitter      |

Anmerkungen zur Tabelle
1. ↑  Von der Quelle zur Mündung. Daten von Swisstopo (map.geo.admin.ch) und Geoportal (www.geoportal.ch)
2. ↑  Die Daten des Rotbachs zum Vergleich

## Wirtschaft und Verkehr

### Wasserkraft
Ursprünglich wurde die Wasserkraft des Rotbachs von verschiedenen Sägen, Mühlen und Zwirnereien und Textilveredelungsbetrieben genutzt. In der Wasserkraftstatistik von 1914 waren 13 Wasserkraftanlagen entlang des Rotbachs aufgeführt, darunter nutzten vier Wasserturbinen, die restlichen Mühlräder. Die Anlagen befanden sich in Gais, beim Mühlpass und bei Bühler. Sie hatten zusammen eine Leistung von 88 PS. Weiter gab es in der unteren Lochmühle unterhalb der heutigen Rotbachbrücke bei Teufen ein 15 PS-Wasserrad für die Säge und ein 4 PS-Wasserrad für eine mechanische Werkstatt. Die obere Lochmühle befand sich unterhalb der Steigbachmündung. 2022 bestand lediglich noch bei Bühler der Fabrikkanal zum Holzverarbeitungsbetrieb in der Rotfarb für den Betrieb einer Kleinwasserkraftanlage mit einer Leistung von weniger als 300 kW.

### Brücken
Der Rotbach wird von der Quelle bis zur Mündung in die Sitter von gegen 40 Brücken überquert. Die bekannteste dürfte die Rotbachbrücke sein, welche die Strasse Teufen–Appenzell über das Rotbachtobel führte. Sie wurde 1924 als eine der ersten Stahlbeton-Bogenbrücken errichtet und hatte einen charakteristischen S-förmigen Grundriss. Aufgrund der Verkehrssicherheit und des schlechten Zustands musste sie 1984 durch eine neue Rotbachbrücke ersetzt werden.
Der Rotbach wird auch von drei gedeckten Holzbrücken überquert.

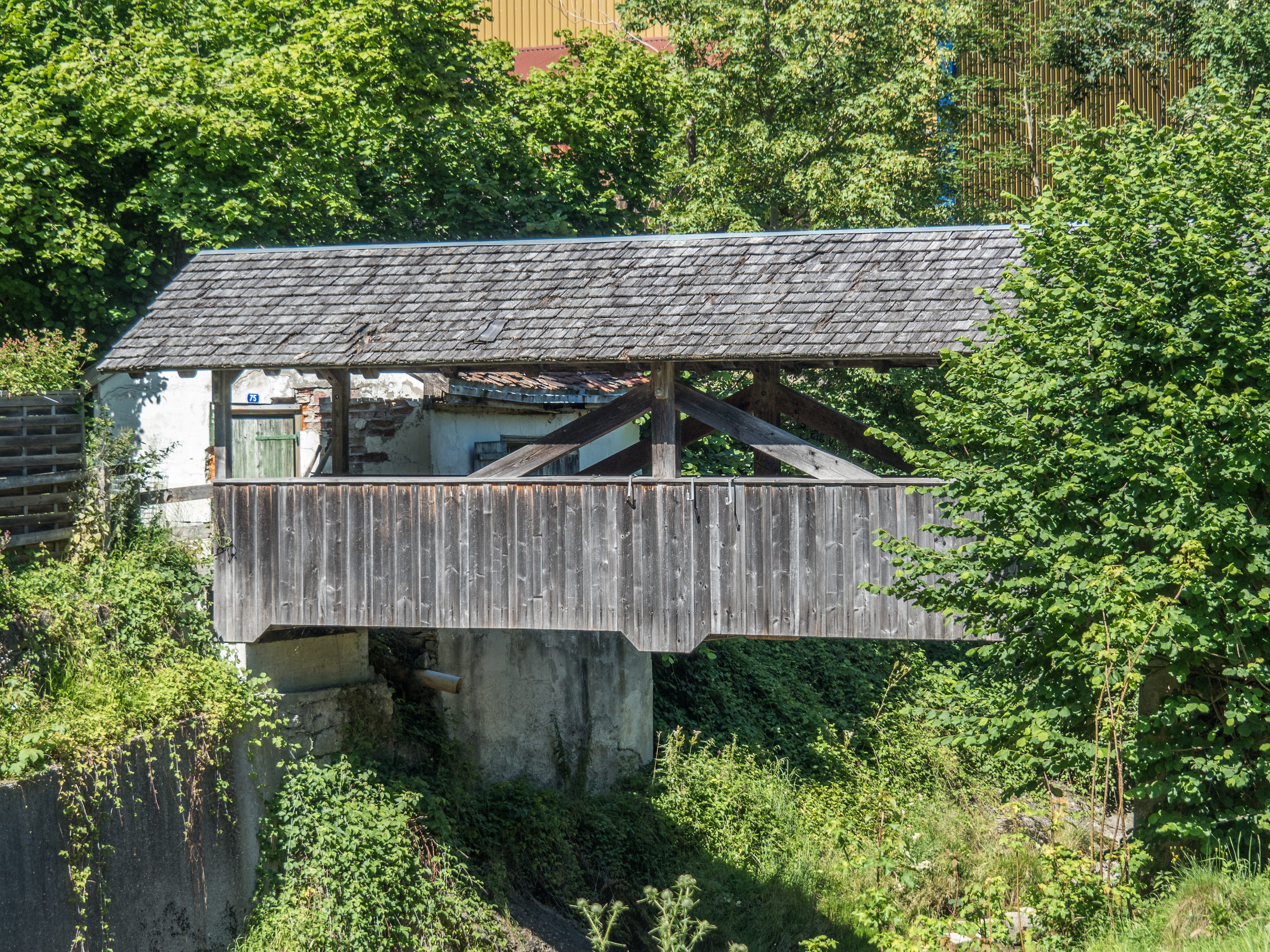
Bühlerbrücke von 1924
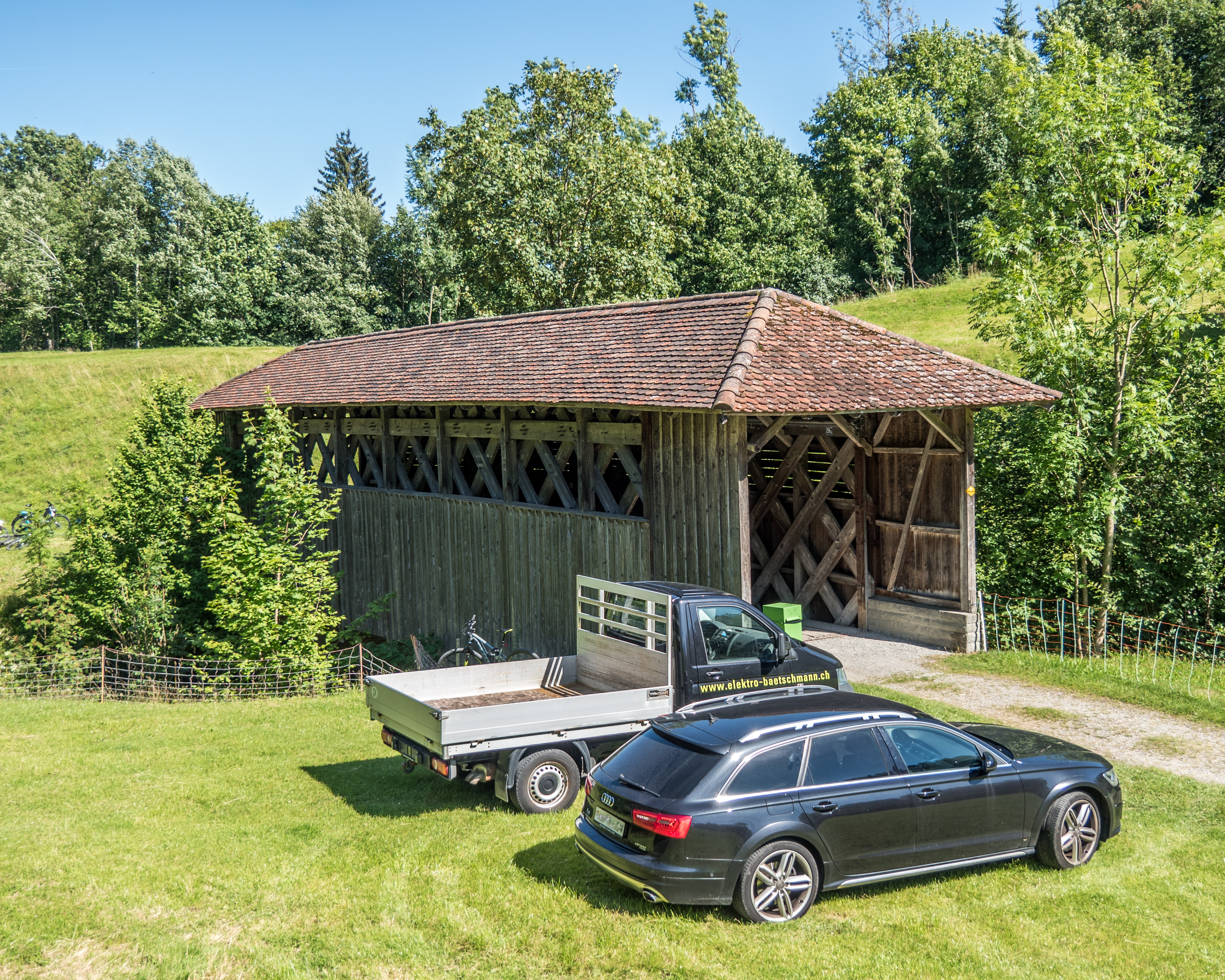
Denkmalgeschützte Lochmühlebrücke von 1862 zwischen Haslen und Teufen
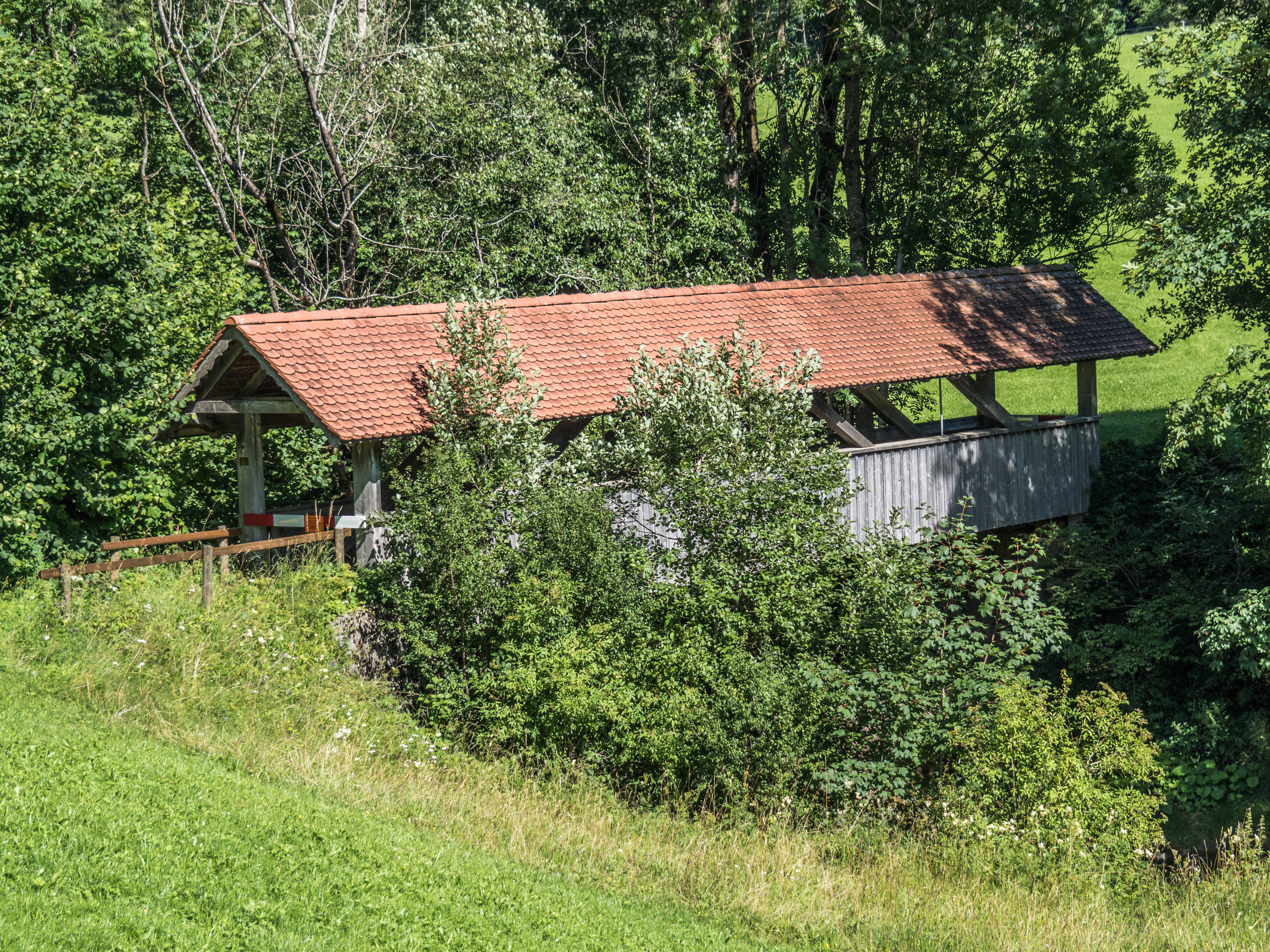
Rotbachbrücke von 1997 zwischen Haslen und Teufen
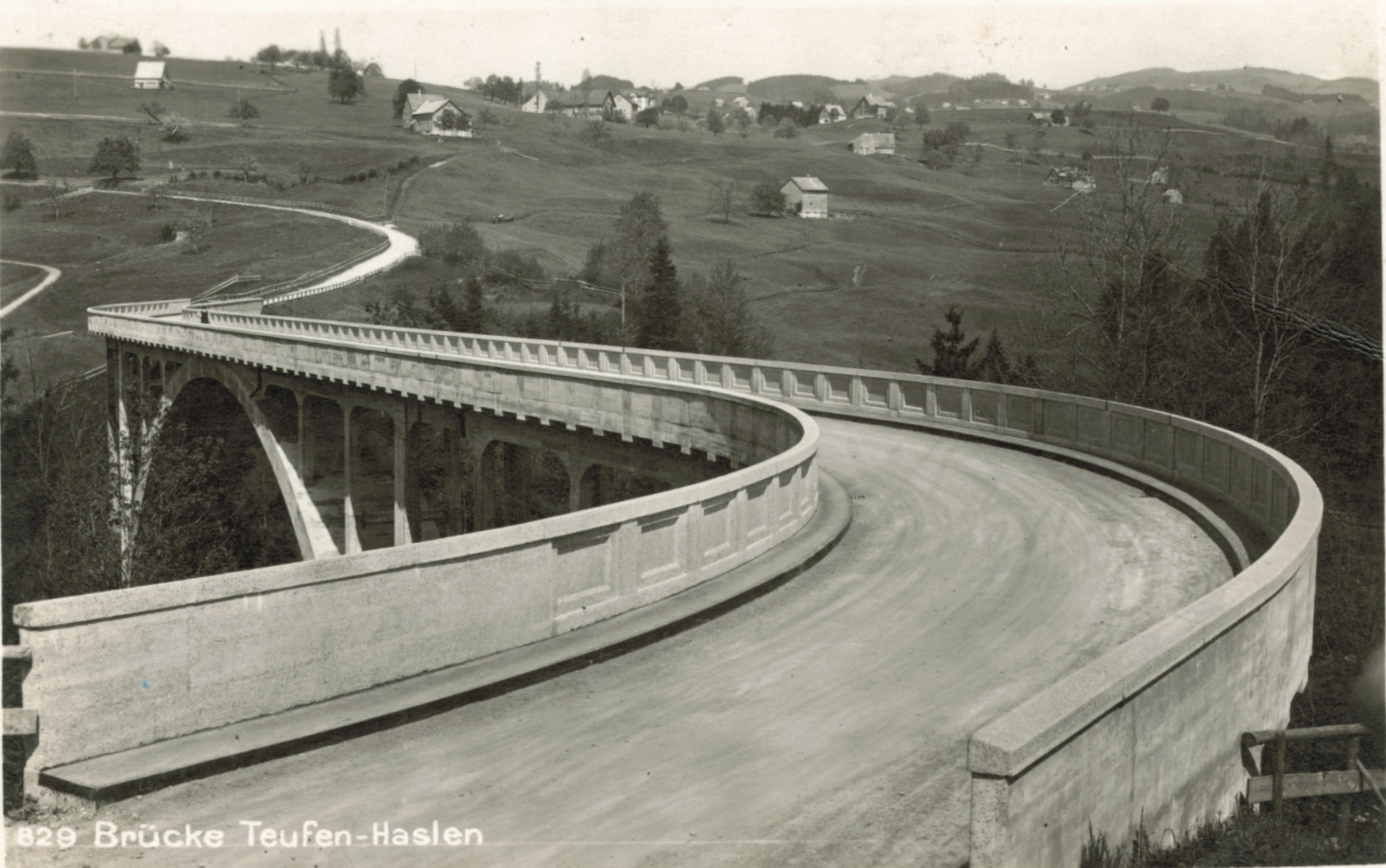
Die S-förmige Fahrbahn der alten Rotbachbrücke von 1924